# 日本大学図書館
日本大学図書館（にほんだいがくとしょかん）は、日本大学の大学図書館である。日本大学では各学部がそれぞれ単科大学のように地理的に独立したキャンパスを持つため、学部ごとに図書館が設置されている。そのため、各学部の図書館を一つに統合したオンラインで利用可能なデータベースも存在する。蔵書数は日本の大学図書館としては東京大学、京都大学に次ぎ、日本の私立大学の大学図書館としては最多である。

## 概要
総合学術情報センター、14学部図書館、3大学院独立研究科図書室からなり、重要文化財･重要美術品等の貴重書資料をはじめ、様々な学問分野の和洋図書・学術雑誌資料を約550万冊以上所蔵し、学生・教職員の学習と教育研究活動の支援を行っている。
さらに、電子ジャーナル・電子ブックの導入、全学で所蔵する図書・学術雑誌資料のディスカバリーサービス、貴重書デジタル画像の公開等をインターネットで実施し、日本大学における学術資料の情報発信を行っている。

## 蔵書検索システム

### 総合学術情報センター
全学部の図書を一括で検索できる図書館共通検索システムを導入している。

#### 日本大学ディスカバリーサービス
総合学術情報センター、14学部図書館、大学院独立研究科図書室が所蔵する約550万冊以上の資料を一括して検索するシステム。

#### オンラインデータベース
日本大学全体で利用できる約50種類のデータベース・電子ジャーナルのリンク集である。この他に特定の学部でのみ利用できるデータベース・電子ジャーナルもある。

#### デジタルミュージアム
総合学術情報センターでは、「総合図書館」時代からの様々な貴重資料を所蔵している。デジタルミュージアムでは、総合学術情報センターだけでなく、学内の所蔵資料をWEB上で公開している。
- 総合学術情報センター
  - 歌舞伎番付デジタルアーカイブ - 顔見せ、絵尽、錦絵、冊子等江戸時代の歌舞伎を中心とした演劇関係資料のデータベース。
- 法学部
  - 著名学者書簡コレクション（the famous scholar’s letter collection） - 17世紀から19世紀の著名な思想家、学者8名の自筆書簡・手稿類のデジタル化資料。
- 文理学部
  - 日本語日本文学デジタルアーカイブ - 古典籍資料及び近現代演劇資料の内5点を研究対象にしたデータベース。
- 芸術学部
  - Ovid's Metamorphoses - 古代ローマの作家オウィディウスの著作のうち、日本大学所蔵の16世紀から17世紀の図書2点を研究対象にしたデータベース。
  - フランス19世紀同時代人ギャラリー - フランス19世紀の画家、音楽家、文筆家、俳優、政治家、軍人、聖職者約240人に及ぶ人物の評伝、肖像写真、手記や作品の複製写真等から構成された写真集。

## 図書館分館
- 法学部
- 文理学部
- 経済学部
- 商学部
- 芸術学部
- 国際関係学部
- 三軒茶屋キャンパス
  - 危機管理学部
  - スポーツ科学部
- 理工学部
- 生産工学部
- 工学部
- 医学部
- 歯学部
- 松戸歯学部
- 生物資源科学部
- 薬学部
- 大学院法務研究科